# 海澄 (成化進士)
海澄（1442年—？），字靜之，广东琼山县左所人，海南海氏，明朝政治人物。海答儿后人。海瑞伯父。為丘濬之門生。

## 生平
天順年間，廣東鄉試中舉。成化十一年，登進士三甲一四九名，授福建建陽縣知縣，选四川道監察御史。

## 家族
曾祖父海達。祖父海福。父亲海方。有弟海汉、海潣、海澜、海涣。嘉靖十年，海澄主持续修海南海氏族谱。